# Turno (gmina)
Turno (lub Turna; od 1927 Wołoskowola) – dawna gmina wiejska istniejąca w latach 1867–1927 na Lubelszczyźnie. Siedzibą gminy było Turno.
Gmina Turno powstała w 1867 roku w Królestwie Kongresowym a po jego podziale na powiaty i gminy z początkiem 1867 roku weszła w skład powiatu włodawskiego w guberni lubelskiej (w latach 1912–1915 jako część guberni chełmskiej). W Słowniku geograficznym Królestwa Polskiego jest pewna rozbieżność (stan na rok 1879): Gmina Wołoskowola (późniejsza nazwa gminy Turno) wymieniona jest obok gminy Turna jako jedna z 15 gmin powiatu włodawskiego. Może to być pomyłką, ponieważ w haśle o Woli Wołoskiej podana jest przynależność do gminy Turno.
W 1919 roku gmina weszła w skład woj. lubelskiego. 20 sierpnia 1927 roku siedzibę gminy przeniesiono z Turna do Wołoskowoli a gminę przemianowano na Wołoskowola.